# Clovia resinosa
Clovia resinosa är en insektsart som beskrevs av Jacobi 1921. Clovia resinosa ingår i släktet Clovia och familjen spottstritar. Inga underarter finns listade i Catalogue of Life.